# Pelargonium sericifolium
Pelargonium sericifolium là một loài thực vật có hoa trong họ Mỏ hạc. Loài này được J.J.A. Van der Walt mô tả khoa học đầu tiên năm 1980.